# Jean Mounicq
Jean Mounicq est un photographe français né en 1931 à Pau.

## Biographie
- 1931 : Naissance à Pau
- 1934 :  Mort de son père. Installation à Vence puis à Nice
- 1945 : Région parisienne et apprentissage de la photographie chez un portraitiste de Corbeil-Essonnes, le studio Masure.
- 1949 : Expédition au Moyen-Congo avec l'Institut Géographique National.
- 1954 : Première publication dans "Sciences et Voyages" sur Brazzaville
- 1956 : Vraie découverte de la photographie avec l'exposition "La Grande Famille de l'Homme". S'enferme un mois d'hiver dans l'île d'Ouessant.
- 1958 : Rencontre Henri Cartier-Bresson. Participe un temps à Magnum. Vit à Londres et le photographie en compagnie de Sergio Larrain.
- 1961 : Rencontre avec Hélène Lazareff. Collabore à "ELLE" jusqu'en 1974. Début des "Portraits".
- 1964 : Voyages en Amérique Centrale pour le "Week End Telegraph".
- 1972 : Collaboration avec "Maison de Marie-Claire" pour des études sur l'artisanat et les architectures rurales.
- 1975 : Prend du recul avec les magazines. Se tourne vers la photographie industrielle et poursuit ses photographies plus personnelles.
- 1978 : Début d'un long travail sur Venise.
- 1979 : Commence sa longue fresque sur "Paris Retraversé" et "Paris Ouvert". Parallèlement travaille en couleurs  sur "Paris 2000" pour les trois éditions de "Géo".
- 1983 : Photographie en couleurs la Grèce, Rhodes, Santorin, la Crète et les Minoéens.
- 1994 : Travail sur le Sénat "Palais et Jardins du Luxembourg" pour l'Imprimerie Nationale.
- 1995 : Début d'un travail sur le "Mont-Saint-Michel" qui s'étalera sur deux ans.
- 1998 : Travail sur "Versailles" pour les Éditions de l'Imprimerie Nationale.
- 1999 : Commence "Rome Romaine".
- 2001 : Retour à Rome pour terminer "Rome Romaine".
- 2003 : Numérisation de toutes ses photographies accompagnées de leurs légendes.
- 2007 : Tournage de trois films sur son travail "Comme un baobab dans le désert" Réalisation Jean-Pierre Baïesi.
- 2009 : Début de la collaboration avec l'agence Roger-Viollet qui diffuse une partie de son œuvre.
- 2012 : Photographie le peintre Jean Pollet.
- 2019 : Donation de l’ensemble de son fonds à la Médiathèque du Patrimoine et de la Photographie
- 2022 : Publication de Portraits aux Éditions de Juillet

## Prix et Collections
- 1959 : Prix d'Honneur de L'Union Européenne - Ville de Munich.
- 1961 : 2e Prix Catégorie "Photo Story" - World Press Photo - La Haye.
- 1992 : Prix Nadar pour "Paris Retraversé".

## Expositions
- 1959 : Le Visage Humain de L'Europe - Munich - Exposition collective.
- 1961 : World Press Photo - La Haye - Exposition collective.
- 1967 : Tendances de la Jeune Photographie Française - B.N. - Exposition collective.
- 1977 : Villes Nouvelles - FNAC Etoile -  Exposition personnelle.
- 1978 : Portraits d'Artistes - Atelier Detroy Gargilesse - Exposition personnelle.
- 1978 : Architectures Paysannes - Centre Georges-Pompidou - Exposition personnelle.
- 1979 : Photographies d'usines - Galerie Citroën Champs Elysées - Exposition personnelle.
- 1983 : Paris 1979 -1982 - Musée Carnavalet - Exposition personnelle.
- 1989 : Gallery Facchetti - New-York - Exposition collective.
- 1990 : Visages- Images- Palais de Tokyo (Centre national de la photographie) - Exposition personnelle.
- 2005 : Portraits d'écrivains - Médiathèque André Malraux. Tourcoing - Exposition personnelle.
- 2006 : La Photographie Humaniste - Bibliothèque Nationale - Exposition collective.
- 2008 : Arborescence - Parc de Sceaux - Exposition collective.
- 2012 : Dans l'atelier du photographe - Musée Bourdelle - Exposition collective.
- 2012 : Paris et Portraits d'Artistes - Galerie L'Escale - Levallois - Exposition personnelle.
- 2012 : Londres 1958 - Médiathèque Gustave Eiffel - Levallois - Exposition personnelle
- 2014 : Europe Europe[s] - Galerie de l’Alliance Française - Bruxelles - Exposition personnelle.
- 2023 : "Corps à corps" - Centre Georges Pompidou - Paris - Exposition collective.
- 2024 : "Histoire de Sports" -  Le Cellier - Reims - Exposition collective MPP

## Publications
- Romancero du Cid, Club des Libraires, 1960.
- Londres, éditions Rencontres, Lausanne, 1968.
- Les Toits dans le paysage, éditions Marie Claire, 1977.
- Rhodes, éditions Jeune Afrique, 1985.
- Palais du Luxembourg, éditions Imprimerie nationale, 1994.
- Paris ouvert, éditions Imprimerie nationale, 1995.
- Versailles, éditions Imprimerie nationale, 1998.
- Paris retraversé, éditions Imprimerie nationale, 1998  (ISBN 9782743302672). Prix Nadar
- Venise d'eau et de pierre, éditions Imprimerie nationale, 1998.
- Mont-Saint-Michel, éditions Imprimerie nationale, 2004.
- Portraits  (Texte de Françoise Denoyelle), Éditions de Juillet, 2022, 172 p. (ISBN 978-2-36510-109-7)